# 吉米·薩維爾
詹姆士·威爾遜·文森·“吉米”·薩維爾爵士 OBE KCSG（1926年10月31日—2011年10月29日），英國第一代唱片騎師及英國廣播公司資深節目主持，薩維爾由1950年代至1980年代主持不少廣受歡迎的電台和電視流行音樂節目。
他為慈善事業籌集了大約4000萬英鎊，並且在他的一生中，因其個人品質和籌款活動而受到廣泛讚譽。
在他去世後，數百起針對他的性侵害指控，導致警方得出結論薩維爾是一個性侵害者 - 可能是英國最嚴重案件之一。在他的一生中曾有過指控，但被他或他的友人駁斥，被指控者被忽視或不相信；薩維爾對一些指控者採取了法律行動。2012年10月，也就是他去世將近一年後，一部獨立電視网紀錄片調查了薩維爾對性虐待的指控。
2013年1月，英國全國防止虐待兒童協會（NSPCC）和倫敦警察廳發表一份聯合聲明「給予受害者一個聲音」，其中有450人對薩維爾提出了投訴，涉嫌性侵害的時間從1955年到2009年，受害人的年齡也是幾乎相同的年齡。受害人從8人到47人不等。記錄了薩維爾214起刑事犯罪，28份警察報告中一共提起與他相關的34起性侵害案件。在提出性虐待指控後，薩維爾的許多榮譽都被撤銷；當榮譽者逝世時，沒有任何程序可以奪去其榮譽身份。他主持的《Top of the Pops》劇集不再重播。
2014年6月，對萨维尔在28家國民保健署（NHS）醫院（包括利茲綜合醫院和Broadmoor精神病院）的活動進行的調查得出的結論是，他在數十年內對工作人員和5至75歲的患者進行了性侵犯。

## 早期生活
他是羅馬天主教家庭中七個孩子中最小的一個（他的兄姐是瑪麗、馬喬裡，文森特，約翰，瓊和克里斯蒂娜）。他的父亲是文森特·約瑟夫·薩維爾（1886年至1953年）是一名博彩公司的职员和保險代理人，母亲是艾格尼丝·莫妮卡·凯利（Agnes Monica Kelly）。他的祖母是蘇格蘭人。
1950年代，薩維爾原為煤礦工人，因工傷离职后轉而開舞廳。
正是在伊爾福德開舞廳時，薩維爾被來自迪卡唱片的音樂主管發現他的能力。

## 生平

### 事業
1960年代，薩維爾進入BBC的廣播、電視演播室，一舉成名，主持BBC名牌電視節目《流行樂排行榜》（Top of the Pop）、《吉米幫你搞定》（Jim'll Fix It）。薩維爾並投入慈善事業，一生籌得的善款達四千萬英鎊。蓋醫院、建學校，薩維爾的慈善項目許多都與幫助青少年有關。他的長頭白髮造型和反潮流衣著打扮的形象，更是深入民心。薩維爾因慈善工作關係，在1971年獲OBE勳銜，1990年再獲爵士勳銜。
薩維爾推出了一系列促進道路安全的政府宣傳片，特別是“ Clunk Click Every Trip ”，它促進了安全帶的使用，咔嗒聲代表了門的聲音，並點擊了安全帶固定的聲音。
萨维尔於2006年1月14日至15日訪問了Celebrity Big Brother房屋（系列4），並“修復”了一些室友的願望。皮特·伯恩斯（Pete Burns）收到了男友邁克爾和前妻林恩（Lynn）的來信，而丹尼斯·羅德曼（Dennis Rodman）用萨维尔的產品交換了供其他室友使用的香煙。在2007年，萨维尔憑藉《Jim'll Fix It Strikes》重返電視節目，再次展示了一些最受歡迎的修復程序，與同一個人一起重建它們，並使新夢想成真。

### 去世
2011年10月29日，薩維爾因病去世，享年84歲。約有4,000人參加葬禮。葬禮於2011年11月9日在利茲主教座堂進行，並埋葬在斯卡伯勒的伍德蘭茲公墓。

## 性侵案件

### 在世時
薩維爾的性侵案件可以追溯到1963年對他進行零星的虐待兒童指控，但是去世後才被得知。部分BBC員工是知道薩維爾的性侵行為，而這些人曾向上級舉報，但是未見處理。

### 去世後
在薩維爾去世大約一年後，2012年10月他被揭發曾性侵多名未成年女性（由独立电视网播出），遭侵犯的受害者人數高達200人，而英國廣播公司於同年10月22日播出的調查訪問節目顯示，英國廣播公司高層可能知道事件，並且隱瞞此醜聞。這個數字在幾天後上升至300人，甚至還有一部1975年播出節目的影片中，他還被拍到猥褻一名女性。該案件也是BBC自成立至今以來最嚴重危機之一。
在2016年的一項報告中提到，BBC工作時遭到性侵者有72人，其中8人遭到性侵害，1人性侵未果，最小受害者年僅10歲。因為BBC的組織文化以及男性沙文主義，使他和另一位涉案人斯圖亞特·霍爾的行為未被發覺，基層工作人員知道後亦未舉發問題，或舉報後未被上層接受。
且前後至少五次可以阻止他們行為。

### 後續
授權傳記，《那又如何呢？》由艾莉森·貝拉米（Alison Bellamy）於2012年6月出版。對他的指控發表後，提交人說，鑑於這些指控，她感到薩維爾“放手了，出賣了”。
在虐待兒童醜聞爆發的一個月內，許多以薩維爾命名或與薩維爾有關的地方和組織被重新命名或去除他的名字。薩維爾在斯卡伯勒的故居牆上的紀念牌於2012年10月初被塗鴉污損後被拆除。薩維爾在一個木製雕像Scotstoun休閒中心在格拉斯哥也大約在同一時間移除。
這起性侵案件和羅瑟勒姆性侵案和其他地區等一連串在英國發生的性侵害案例，都是促成當時內政部長德蕾莎·梅伊於2014年7月宣布進行更廣泛的兒童性虐待獨立調查的主要因素。
2014年6月26日，英國衛生部長傑里米·亨特在下議院向薩維爾性侵害醜聞的國家衛生服務部門患者公開道歉。他確認投訴是在2012年之前提出的，但被官僚機構忽略了。
薩維爾是一個殘酷，機會主義，邪惡的掠食者，他們虐待並強奸了個人，其中許多是患者和年輕人，他們曾期望並有權期望獲得安全。從1960年代到2010年，他的行為跨越了五個十年。...作為當時的一個國家，我們將薩維爾視為偏心的國寶，對慈善事業有著堅定的承諾。今天的報導表明，實際上他是一個令人作嘔且多產的性虐待者，出於自己的邪惡目的反複利用國家的信任。
理查德·哈里森，一個長期服務的精神科護士在布羅德莫醫院，在2012年說，薩維爾曾長期被視為工作人員為“具有嚴重的一個人人格障礙和兒童的喜好”。另一位護士鮑勃·艾倫（Bob Allen）同意對萨维尔做為精神病患者進行評估，並表示：“很多工作人員都說他應該入獄。” 艾倫還說，他曾經向薩維爾報告其上司對青少年的明顯不當行為，但沒有採取任何行動。

## 榮譽
吉米·薩維爾生前獲得不少名譽，但是在性侵醜聞揭露以後，不少榮譽已被取消。
在關於虐待性侵的指控之後，英國首相戴維·卡梅倫在2012年10月建議，薩維爾的榮譽有可能被榮譽封號取消委員會撤銷。一個內閣辦公室發言人表示，沒有程序可以在這種情形下撤銷OBE或爵位，因為當一個人去世時，這些榮譽會自動失效，但委員會可能會根據薩維爾的案例考慮引入這項程序。
許多榮譽被會隨者持有人的去世而自動失效，不再保有；薩維爾的一些榮譽被認為不再適用，並且不需要被撤銷。但在其他情況下，榮譽被取消或從榮譽名單中除名：
- 在20世紀70年代，他被皇家海軍陸戰隊授予榮譽綠色貝雷帽，用於完成皇家海軍突擊隊速度遊行，距離達特穆爾30英里（48公里），載有30磅（14公斤）的成套工具。[27] 在關於虐待性侵兒童的指控之後，他的貝雷帽獎勵沒有被撤銷，因為該榮譽在去世時便會到期。但是，皇家海軍陸戰隊員下令立即取消授予薩維爾或在其記錄中提及薩維爾名字的任何證書。[28]
- 他於1986年被授予由英國利茲大學頒發名譽法學博士（LLD）[29] 2012年撤銷[30]
- 他於2009年被貝德福德大學授予榮譽博士學位，並於2012年10月被撤銷。[31]
- 他於2005年成為斯卡伯勒自治市的自由人。[32] 而此榮譽於2012年11月被取消。[33]
- 為薩維爾的榮譽而設置的街道標誌被移除，並且他墳墓上的墓碑因他的家人要求而拆除。[33]

## 相關著作
書籍
- 吉米·薩維爾， As it happens，ISBN 0-214-20056-6, Barrie & Jenkins 1974 (自傳)
- 吉米·薩維爾，Love is an Uphill Thing，ISBN 0-340-19925-3, Coronet 1976 (As it Happens平裝本)
- 吉米·薩維爾，God'll Fix It，ISBN 0-264-66457-4, Mowbray, Oxford 1979

著作
- 1962, "Ahab the Arab" with Brian Poole and the Tremeloes。Decca, F11493 (single)[34]

## 另見

### 相關案件
英國相關
- 哈德斯菲尔德诱拐帮派
- 英國足球性侵醜聞，英國與此類似的性侵案件，因為當時涉嫌性侵害教練權力之下而未於當下揭發
- 羅瑟勒姆性侵案，英國與此類似的性侵案件，該件事情起因地方政府知道疑犯是少數族裔後，擔心被指責種族歧視而不願跟進調查。
- 英国广播公司性虐待案件（英语：BBC sexual abuse cases），本條目紀載的就是其一部份。
  - 吉米·薩維爾性侵醜聞（英语：Jimmy Savile sexual abuse scandal），整體案件

美國相關
- 賓州州立大學性侵兒童醜聞，美國與此類似的性侵案件，當時賓州州立大學知名教練喬·帕特諾包庇助理教練性侵孩童，直至2011年才發覺。
- 哈维·温斯坦性侵事件，名人權力性侵案

國際社會
- 集體性虐待事件列表

## 外部連結
- BBC News obituary （页面存档备份，存于）
- 吉米·薩維爾在互联网电影资料库（IMDb）上的資料（英文）
- Jimmy Savile Biography and Radio 1 audio clips at Radio Rewind （页面存档备份，存于）
- BBC article about the "Clunk Click Every Trip" safety belt advert （页面存档备份，存于）
- 在Find a Grave上的吉米·薩維爾